# Rubén Ayala
Rubén Ayala (* 8. Januar 1950 in Santa Fe), auch bekannt unter dem Spitznamen El Ratón (span. für Die Maus), ist ein argentinischer Fußballtrainer und ehemaliger -spieler auf der Position des Stürmers.

## Leben

### Stationen als Spieler
Ayala begann seine Profikarriere 1968 beim CA San Lorenzo de Almagro, bei dem er bis 1973 unter Vertrag stand und mit dem er 1972 beide Meistertitel (sowohl die Metropolitano als auch die Nacional) gewann.
Im Sommer 1973 wechselte er in die spanische Primera División zu Atlético Madrid, wo er die nächsten sechs Jahre spielte und mit den Rojiblancos drei Titel gewann: am 16. April 1975 erzielte er im Rückspiel des Weltpokal-Finals (für 1974) gegen seinen „Heimatverein“ Independiente das entscheidende Tor zum 2:0 in der 85. Minute, das nach der 0:1-Hinspielniederlage den Titel bedeutete. In der darauffolgenden Saison 1975/76 gewann er mit Atlético den spanischen Pokalwettbewerb und ein Jahr später den Meistertitel.
1979 wechselte er in die mexikanische Primera División zum CSD Jalisco. Nachdem dieser zum Ende der Saison 1979/80 in die zweite Liga abgestiegen war, unterschrieb Ayala 1980 beim damaligen Hauptstadtverein Atlante, in dessen Reihen er in der Saison 1983/84 seine aktive Laufbahn beendete.

### Nationalmannschaft
Zwischen 1971 und 1974 absolvierte Ayala insgesamt 25 Einsätze für die argentinische Nationalmannschaft und erzielte dabei elf Tore. Sein wichtigstes Tor war der Treffer zum zwischenzeitlichen 3:0 in der 55. Minute beim 4:1-Sieg gegen Haiti in der Vorrunde der Fußball-Weltmeisterschaft 1974. Mit diesem Tor trug Ayala wesentlich dazu bei, dass Argentinien sich mit einem um ein Tor besseren Torverhältnis gegenüber Italien für die zweite Runde qualifizieren konnte, während die Azzurri bereits nach der Vorrunde die Heimreise antreten mussten.

### Stationen als Trainer
Nach dem Ende seiner aktiven Laufbahn blieb Ayala in Mexiko, wo er seither als Trainer arbeitet. Zu den besonderen Ereignissen seiner Trainertätigkeit zählen der Abstieg mit den Cobras Querétaro (1987) sowie der Aufstieg mit dem CF Pachuca (1996). Mit den Tuzos gewann er später zwei Meistertitel (Invierno 2001 und Apertura 2003) als Co-Trainer unter der Leitung von Alfredo Tena und Víctor Vucetich. In der Saison 2011/12 trainierte Ayala das Pachuca-Farmteam Titanes de Tulancingo, mit dem er sowohl die Apertura 2011 als auch die Clausura 2012 der Segunda División gewann.

## Erfolge

### Als Spieler
- Argentinischer Meister: Met. 1972, Nac. 1972
- Spanischer Meister: 1976/77
- Spanischer Pokalsieger: 1975/76
- Weltpokal-Sieger: 1974

### Als Trainer
- Mexikanischer Zweitligameister: 1995/96
- Mexikanischer Drittligameister: 2011/12